# 洛斯塔克斯市

洛斯塔克斯市（西班牙語：Municipio Los Taques），是委內瑞拉的一個市，位於該國西北部法爾孔州，首府設於聖克魯斯德洛斯塔克斯，面積231平方公里，2001年人口28,528，人口密度為每平方公里123.5人。